# Westlicher Oberrötschbach
Der Westliche Oberrötschbach ist ein fast 1,7 Kilometer langer Bach im Gebiet der Marktgemeinde Semriach im Bezirk Graz-Umgebung in der Steiermark. Er entspringt im östlichen Grazer Bergland am nördlichen Hang des Niederschöckls, der Westflanke des Schöckls, und mündet dann von links kommend in den Rötschbach.

## Verlauf
Der Westliche Oberrötschbach entsteht in einem Waldgebiet am nördlichen Hang des Niederschöckls auf etwa 886 m ü. A., etwa 200 Meter nordöstlich der Schöcklsiedlung.
Der Bach fließt anfangs relativ gerade in nordwestliche Richtung, wobei er nach rund 370 Metern die Glettstraße unterquert. Etwa 670 Meter nach seiner Quelle schwenkt der Bach auf einen relativ geraden Kurs nach Nordnordwesten. Auf diesem Kurs bleibt der Bach auch bis zu seiner Mündung. Nur etwa 400 Meter vor seiner Mündung bildet er einen rund 200 Meter langen flachen Linksbogen. Erst rund 100 Meter vor seiner Mündung verlässt er den Wald und fließt an einem Wohnhaus vorbei. Den Großteil seines Laufs durchfließt der Bach einen Graben der im Westen und Osten von Ausläufern des Niederschöckls beziehungsweise des Schöckls gebildet wird.
Der Westliche Oberrötschbach mündet nach fast 1,7 Kilometer langem Lauf mit einem mittleren Sohlgefälle von rund 10 % etwa 169 Höhenmeter unterhalb seines Ursprungs etwa 5 Meter südlich einer Straße, etwa 850 Meter nordwestlich der Streusiedlung Oberrötschbach, rund 750 Meter südwestlich des Ortsteils Mittlerer Windhof und 420 Meter südöstlich des Gasthofs Trattnerhof in den als Oberer Rötschbach bezeichneten Oberlauf des Rötschbaches.
Auf seinem Lauf nimmt der Westliche Oberrötschbach keine anderen Wasserläufe auf.